# Kid Icarus: Uprising
Kid Icarus: Uprising (jap. 新・光神話 パルテナの鏡, Shin Hikari Shinwa: Parutena no Kagami, dt. „Der neue Lichtmythos: Palutenas Spiegel“) ist ein Computerspiel der Genres Actionspiel und Third-Person-Shooter. Nintendo veröffentlichte es weltweit im März 2012 für die Handheldkonsole Nintendo 3DS. Der Spieler übernimmt die Rolle des Engels Pit, der mit der Göttin des Lichtes, Palutena, gegen die Unterweltgöttin Medusa kämpft.
Kid Icarus: Uprising wurde von Project Sora in Zusammenarbeit mit Nintendo unter Masahiro Sakurai als Regisseur entwickelt. Die Konzeption begann im Sommer 2008, erst Anfang 2009 begann die eigentliche Entwicklung. Nachdem das Spiel 2010 angekündigt worden war, brachte Nintendo es zwei Jahre später auf den Markt.
Kid Icarus: Uprising ist der dritte Teil der Kid-Icarus-Reihe, die seit 1986 besteht, und der erste neue Serienableger seit 19 Jahren. Kritiker bewerteten das Spiel hauptsächlich positiv, kritisierten aber die Steuerung. Bis 31. März 2013 wurden etwa 1,2 Millionen Exemplare weltweit verkauft.

## Handlung
Kid Icarus: Uprising spielt in einer fiktiven Welt, die Elemente der griechischen Mythologie aufgreift. Die Ereignisse des Spiels finden 25 Jahre nach denen des ersten Kid Icarus statt. Die Handlung wird hauptsächlich durch Dialoge während des eigentlichen Spielverlaufes zwischen Pit, Palutena und teilweise den jeweiligen Bossgegnern erzählt. Zwischensequenzen sind nur selten anzutreffen. In den Dialogen wird häufig die sogenannte Vierte Wand überwunden und es werden Reverenzen an Nintendo-Reihen wie Super Smash Bros. oder Nintendogs sowie beispielsweise an die Wikipedia gemacht.

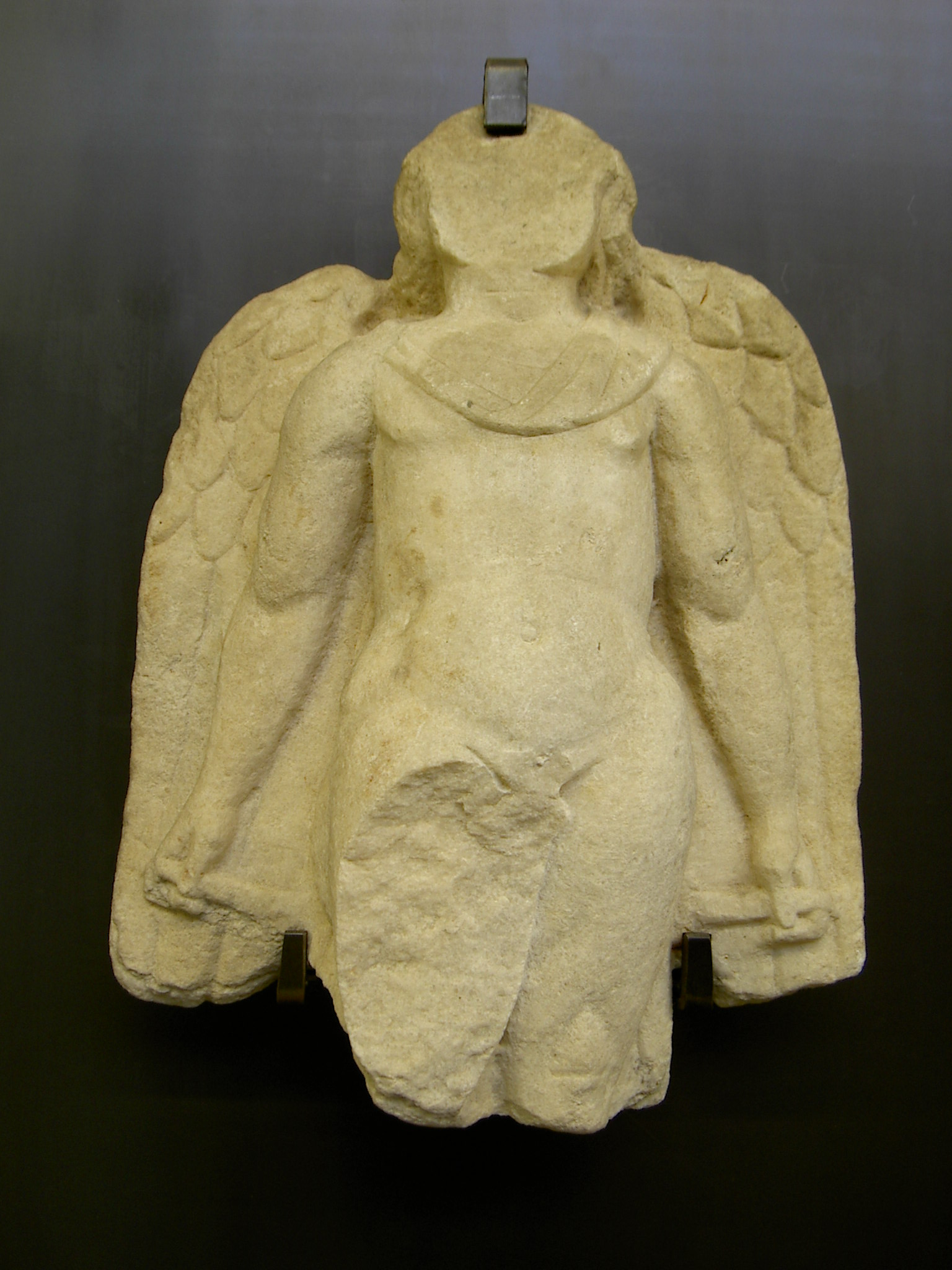
Pit, der Protagonist von Kid Icarus: Uprising, ist ein Engel und kann nicht selber fliegen. Abgebildet ist eine Statue des Ikarus, von dessen Mythos das Spiel inspiriert ist.

Das Spiel handelt vom Kampf der Göttin des Lichtes, Palutena, gegen die böse Medusa. Im späteren Verlauf stoßen weitere Götter und Mächte in den Kampf hinzu. Protagonist ist Pit, ein Engel, der nicht selber fliegen kann. Indem ihm Palutena die Flugfähigkeit gewährt, können ihn seine Flügel fünf Minuten lang in der Luft halten. Diese Thematik stammt, wie schon im Titel des Spiels angedeutet, vom Mythos des Ikarus.
Das Spiel beginnt damit, wie Medusa Jahre nach ihrer Zerstörung wiederersteht und ihre Machtherrschaft von Neuem startet. Palutena beginnt mit dem Pit, dem Anführer ihrer Leibgarde, den Kampf. Während Pit gegen Medusas Kommandanten Gaol kämpft, schließt sich ihm Magnus an, der stärkste aller menschlichen Krieger. Darauf bezwingt Pit die Göttin des Elends Pandora. Sie ist eine wichtige Kommandantin, da sie mittels eines besonderen Spiegels Unterweltsoldaten vervielfältigen kann. Als Pit den Spiegel zerstört, entsteht sein genaues Gegenstück, der Finstere Pit.
Weder Palutena noch Medusa können den Finsteren Pit kontrollieren. Pit besiegt indes den Gott des Todes Thanatos. Von ihm erhalten er und Palutena den Schlüssel zur Unterwelt, wo sich Medusa aufhält. Vor dem finalen Kampf rüstet sich Pit mit den drei heiligen Schätzen aus, die er schon in vorherigen Abenteuern benutzte. Es gelingt ihm tatsächlich, Medusa zu vernichten. Unmittelbar danach taucht unerwartet Hades auf. Er stellt sich als wahrer Herr der Unterwelt vor und behauptet, für Medusas Wiederauferstehung verantwortlich gewesen zu sein.
Hades’ Plan ist, die Menschheit auszulöschen. Trotz Pits und Palutenas Gegenversuchen kommt es unter den Menschen dank Hades zu einem großen Krieg. Währenddessen greift die Göttin der Natur ein, Viridi. Auch sie will die Menschheit vernichten. Daher ist Viridi zunächst oberste Priorität für Palutena. In deren Auftrag zerstört Pit ein Bombendepot und besiegt Arlonso, einen Kommandanten Viridis. Inzwischen kämpfen Hades’ und Viridis Armeen gegeneinander.
Kurz darauf erscheint eine riesige Weltraumflotte mit mysteriösen Wesen, die die Erde auszubeuten beginnen. Gegen diese Bedrohung kämpfen Hades’, Viridis und Palutenas Armeen gemeinsam, auch der selbsternannte Sonnengott Pyrion leistet Unterstützung. Pit gelingt es, den Generator der Aurumflotte zu zerstören, und er startet den Angriff auf das Aurum-Gehirn, das alle Einheiten steuert. Mit vereinten Kräften kann die außerirdische Bedrohung eliminiert werden.
Als Pit zu sich kommt, stellt er fest, dass ganze drei Jahre vergangen sind und sich seine Seele in einem Ring befindet. Magnus stößt auf den Ring und steckt ihn auf seinen Finger, worauf sich Pits Seele in Magnus’ Körper niederlässt. Magnus zufolge griff Palutena nach dem Sieg über die Aurum die Menschheit an. Pits Körper sei während dieser Zeit von etwas befallen gewesen und habe ebenfalls die Menschen angegriffen. Als Pit schließlich wieder Kontrolle über seinen eigenen Körper erhält, entschließt sich Viridi, ihm zu helfen. Ihr zufolge habe Pit beim Kampf gegen Arlonso vor drei Jahren unbeabsichtigt den Chaos-König befreit, eine mächtige Kreatur, die die Seelen ihrer Opfer kontrolliert. Er habe Palutena befallen und so die Menschheit angegriffen und auch Pits Körper kontrolliert.
Pit dringt mit Viridis Hilfe in Palutenas Tempel ein, befreit die Göttin von der Kontrolle des Chaos-Königs und besiegt diesen. Dabei erleidet Pit starke Verbrennungen und wird schwer verletzt. Während der Finstere Pit den Engel zu einer Heilstätte bringt, offenbart Hades seinen wahren Plan. Die Soldaten seiner Unterweltarmee bestünden aus Seelen im Kampf getöteter Menschen oder göttlicher Armeekrieger. So wird seine Armee durch die Kriege zwischen Menschen und Götter unendlich groß.
Um diesen Teufelskreis abzubrechen, nimmt sich der inzwischen geheilte Pit vor, Hades zu vernichten. Dafür erhält er den großen heiligen Schatz, eine unermesslich starke Waffe. Mit dieser kann der Engel es mit Hades aufnehmen, auch Medusa erscheint während des Kampfes und lehnt sich gegen ihren Herren auf. Schließlich töten Pit und Palutena Hades mit einem finalen Schlag.

## Spielbeschreibung

### Steuerung

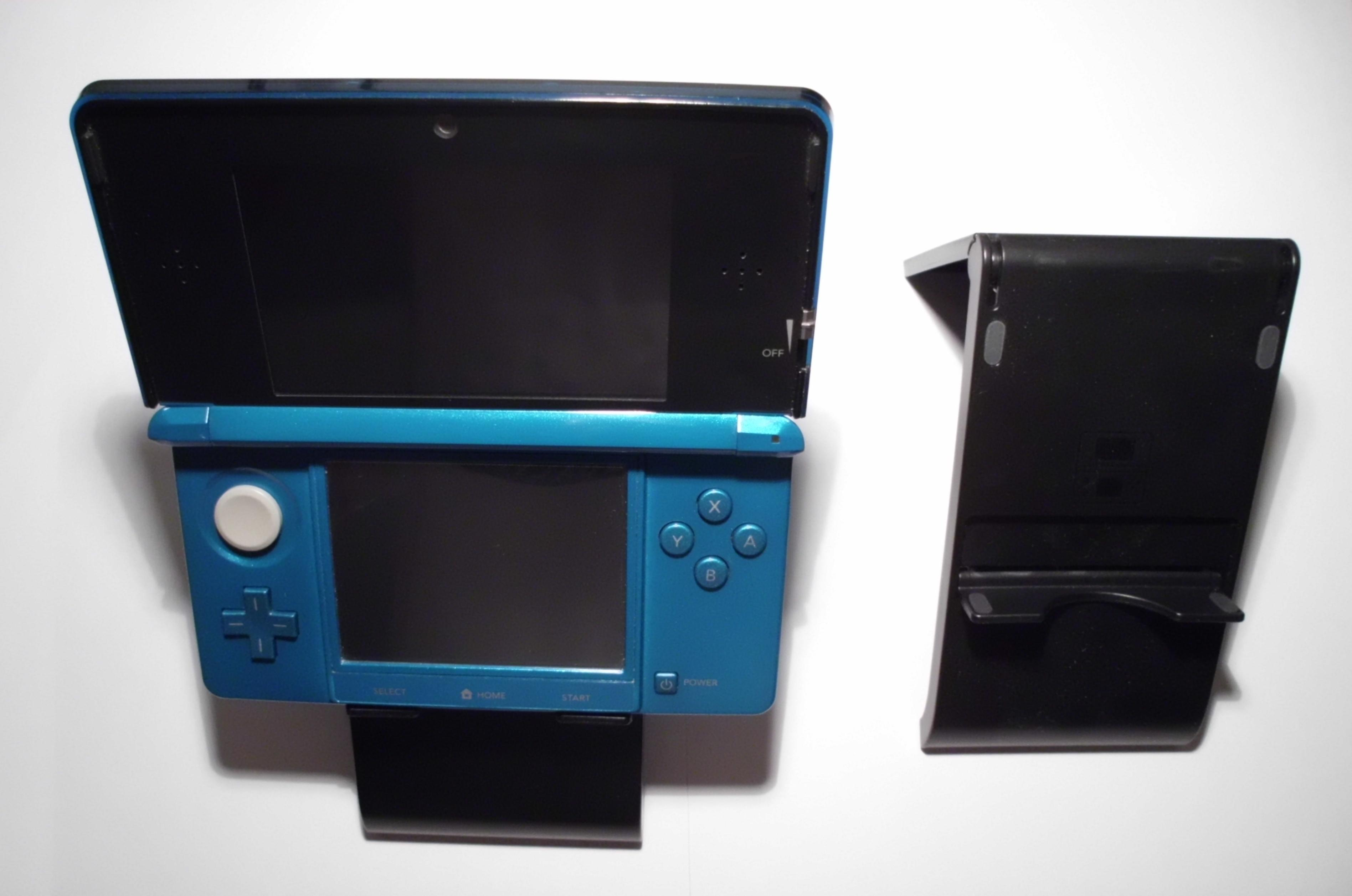
3DS auf Ständer (links), Ständer ohne 3DS (rechts)

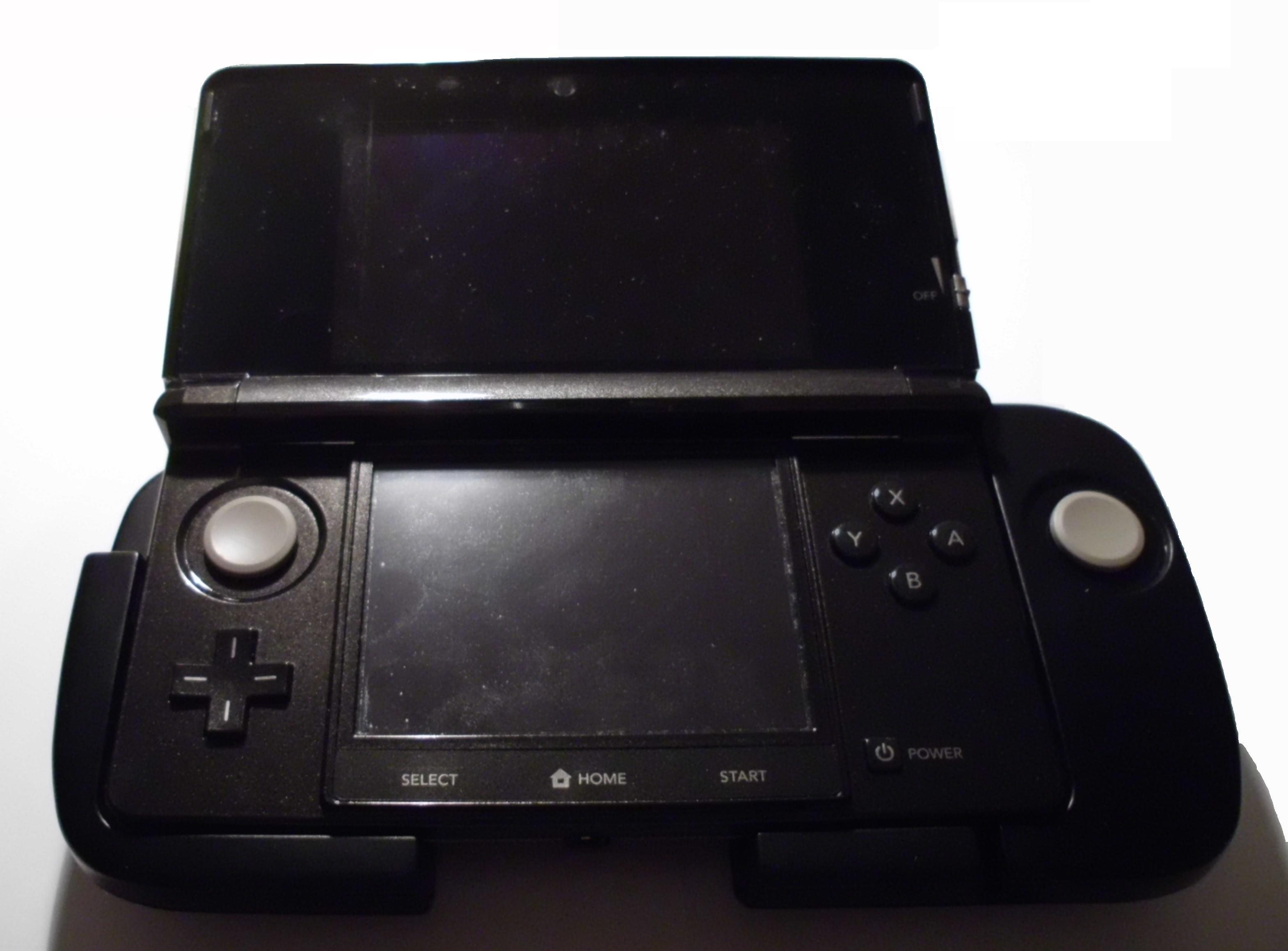
3DS mit Circle Pad Pro

Der Spieler übernimmt in Kid Icarus: Uprising die Rolle des Protagonisten Pit, der durch Bewegungen des Schiebepads gesteuert wird. Mit der linken Schultertaste wird geschossen beziehungsweise angegriffen. In einigen Spielphasen kann die Kamera mittels des Touchscreens kontrolliert werden, außerdem dient dieser zum Zielen. Da der 3DS in dieser Standardkonfiguration in nur einer Hand gehalten wird, brachte Nintendo zusammen mit dem Spiel einen Plastikständer heraus. Auf diesem wird der 3DS abgestellt, was für eine bessere Ergonomie sorgen soll. Außerdem ist das Spiel mit dem Circle Pad Pro kompatibel. Diese Peripherie ergänzt den 3DS um zwei Schultertasten sowie ein zweites Schiebepad auf der rechten Seite und wird ausschließlich im Linkshändermodus verwendet.

### Spielprinzip
Kid Icarus: Uprising ist ein Third-Person-Shooter, der linear in Kapitel unterteilt ist. Das Gros der Kapitel beginnt mit einem Luftkampf-Abschnitt, der normalerweise höchstens fünf Minuten andauert. Anschließend folgt ein längerer Bodenkampf-Teil und danach ein Bosskampf. Im Luftkampf wird Pit von Palutena gelenkt und muss zielen, schießen und ausweichen. Diese Abschnitte sind streng linear und ähneln Rail Shootern, da der Spieler keinerlei Einfluss auf die Richtung seines Fluges durch die Lüfte hat.
Im Bodenkampf gibt es mehr Freiheiten. Hier kann Pit sich frei bewegen und die Kamera kann gesteuert werden. Der Weg ist zwar vorgegeben, Pit kann aber beliebig innerhalb der Levelgrenzen umherlaufen und so auch Geheimgänge entdecken. Wenn Pit am Ziel angelangt ist, folgt ein Kampf gegen einen starken Bossgegner, wonach das Kapitel abgeschlossen ist.
Zwischen den Kapiteln gibt es keine Oberwelt. Stattdessen kann der Spieler in einem Menü andere Modi starten, Einstellungen vornehmen, Waffen auswählen oder bereits absolvierte Kapitel erneut spielen.

### Kampfsystem und Sonstiges
Herzstück des Spielprinzips sind Kämpfe, die die Spielfigur mit der jeweils ausgerüsteten Waffe ausficht. Es gibt neun Waffenkategorien mit vielen einzelnen Waffen, die je eigene Vor- und Nachteile haben. Zwei Exemplare der gleichen Waffe können unterschiedliche Eigenschaften haben. Getrennt wird dabei zwischen Nahkampf und Distanzangriffen. So sind einige Waffen eher für den Nahkampf geeignet, andere lassen sich besser als Schussbewaffnung nutzen. Im Spiel gibt es mehrere Schussarten, die alle andere Effekte haben. Zudem können Angriffe aufgeladen werden, wodurch diese weiter verstärkt werden.
Im Kampf kann Pit von Effekten und Items unterstützt werden. Jede Waffe besitzt spezielle Modifikatoren. Diese können beispielsweise das Lauftempo erhöhen, Schüsse schneller aufladen oder Zusatzschaden anrichten. Im Laufe des Spiels erhält der Spieler außerdem Items, die er begrenzt einsetzen kann. Die Effekte der einzelnen Items sind weitreichend; es wird unterschieden zwischen offensiven und defensiven.
Als Währung im Spiel dienen Herzen, die Pit erhält, indem er beispielsweise Gegner besiegt. So kann der Spieler stärkere Waffen gegen Herzen eintauschen. Auch im normalen Spielverlauf erhält man zahlreiche Waffen. Nicht benötigte lassen sich gegen Herzen eintauschen. Des Weiteren können zwei Waffen zu einer einzigen, stärkeren fusionieren.
Der Spieler kann vor jedem Kapitel den Schwierigkeitsgrad auf einer insgesamt 90-stelligen Skala einstellen. Um auf einer höheren oder niedrigeren Schwierigkeit zu spielen, müssen Herzen gezahlt werden; entsprechend höher beziehungsweise niedriger fallen potenzielle Belohnungen aus.

### Mehrspieler- und Onlinemodi
Kid Icarus: Uprising verfügt sowohl über einen lokalen als auch einen Online-Mehrspielermodus. Letzterer wird durch das Nintendo Network ermöglicht. Im lokalen Mehrspielermodus können bis zu sechs Spieler mittels drahtloser Verbindung gegeneinander spielen, wobei jeder Spieler ein 3DS-System mit eingestecktem Uprising-Modus benötigt. Auch im Onlinemodus wird mit sechs Spielern gekämpft. Freie Plätze werden in beiden Modi durch CPU-Charaktere aufgefüllt.
Es stehen für den Mehrspielermodus zwei Spielarten zur Verfügung, die beide auf Bodenkämpfen basieren. Beim ersten, Hell gegen Finster, handelt es sich um einen Kampf zwischen zwei Dreierteams. Mit jedem Verlust eines Kämpfers sinkt die jeweilige Gruppenleiste. Sobald diese auf Null sinkt, wird ein Spieler des jeweiligen Teams zum Engel und verfügt über stärkere Fähigkeiten. Es gewinnt dabei das Team, das zuerst den gegnerischen Engel besiegt.
Im zweiten Mehrspielermodus, Jeder gegen Jeden, sind die sechs Spieler auf sich allein gestellt und kämpfen gegeneinander, bis eine gesetzte Zeitspanne abläuft. Es handelt sich um einen sogenannten Deathmatch-Modus. Es gewinnt dabei der Spieler mit der besten Relation zwischen besiegten Gegnern und eigenen Bildschirmtoden.

## Entwicklung

### Produktionsdetails
Kid Icarus: Uprising wurde vom eigens für dieses Projekt gegründeten Entwicklerstudio Project Sora produziert. Leiter des Entwicklerteams war Regisseur Masahiro Sakurai. Die Nintendo-Abteilung Nintendo Software Planning & Development (SPD) kooperierte bei der Produktion. Der Produzent Yoshihiro Matsushima sowie General Producer Shinya Takahashi sind Mitarbeiter dieser Abteilung. Sakurai begann die Konzeption des Spiels im Juli 2008. Der Produktionsprozess startete Anfang 2009 und dauerte bis Anfang 2012. Unterstützung leisteten die Entwicklerstudios Toylogic. Inc und Weitere. Der Abspann zählt knapp 150 Mitwirkende auf.

### Konzeption

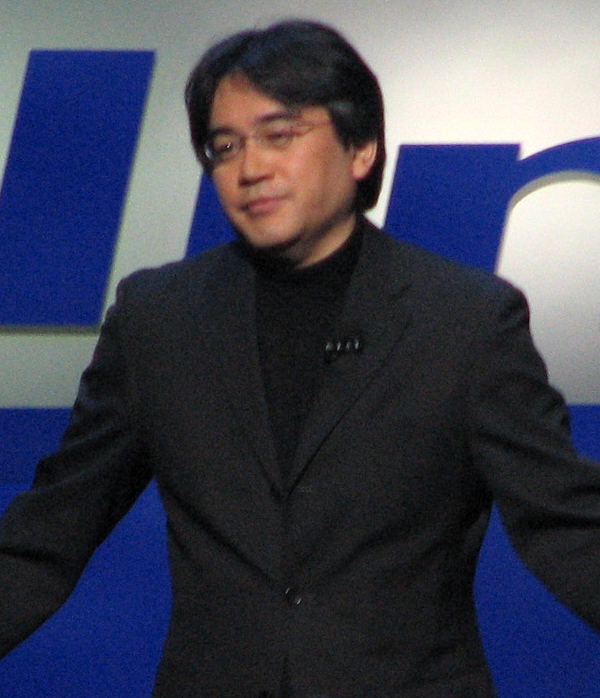
Nintendo-Präsident Iwata bat Sakurai im Juli 2008 um ein Spiel für den 3DS.

Masahiro Sakurai war ursprünglich Angestellter des Nintendo-Studios HAL Laboratory. 2003 verließ er das Studio und gründete später die Agentur Sora Ltd., um freiberuflich arbeiten zu können. Die Ursprünge von Kid Icarus: Uprising lassen sich bis Juli 2008 zurückverfolgen. Damals erfuhr Sakurai vom Nintendo-Präsidenten Satoru Iwata, dass Nintendo an einer neuen, leistungsfähigen Handheld-Konsole arbeite. Iwata bat ihn als einen der ersten Entwickler außerhalb Nintendos, ein Spiel für die Konsole zu produzieren.
Sakurai legte das Genre seines Projektes fest, es sollte ein Shooter werden. Mit diesem Genre war er kaum vertraut und in Japan genoss es keine große Popularität, schien ihm aber aufgrund der 3D-Effekte der Konsole passend. In ersten Planungen ging er von einem Rail Shooter aus. Dabei sollte sich der Spielcharakter im Luftkampf einer Gegnerniederlassung nähern und auf dem Boden einen Bossgegner bekämpfen. Dieses Konzept wurde um Bodenpassagen ergänzt. Nach mehreren Gesprächen mit Nintendo wurde Sakurais Konzept des Luft- und Bodenshooter-Hybrids im Oktober 2008 formal angenommen.
Damals war noch geplant, dass das Spiel einem neuen Franchise angehören soll. Nach Gesprächen mit Iwata überlegte Sakurai, stattdessen die Shooter-Reihe Star Fox als Grundlage zu nehmen. Da er Star Fox aber für unflexibel hielt, wählte er stattdessen Kid Icarus als Franchise. Der Grund war, dass der Hauptcharakter Pit als Spielfigur geeigneter war und im westlichen Markt noch recht bekannt war. Damit wurde das Projekt das erste Kid-Icarus-Spiel seit 1992.

### Project Sora
Sakurai hatte zu der Zeit kein eigenes Entwicklerstudio. Sora Ltd. war eine Agentur mit nur zwei Mitarbeitern, für vorherige Projekte wurde ein Entwicklerteam aus temporär vertraglich an Nintendo gebundenen Personen erstellt. Daher musste ein Studio für Sakurai eingerichtet werden, bevor die Produktionsphase einsetzen konnte.
Am 22. Januar 2009 gründeten Sora und Nintendo das Studio Project Sora in Tokyo. Es startete mit einem Kapital von etwa 200 Millionen Yen (umgerechnet circa 2 Millionen Euro). 72 % davon waren von Nintendo bereitgestellt, Sora und andere Unternehmen machten den Rest aus. Die Studiogründung wurde im Februar 2009 bekannt gegeben. Damals suchte das Studio über seine Website nach neuen Mitarbeitern. Das zu entwickelnde Projekt wurde als ein an Vielspieler gerichtetes Produkt beschrieben, dessen Entwicklung 2011 abgeschlossen sein sollte.
Project Sora wurde am 30. Juni 2012 wieder geschlossen.

### Produktionsprozess

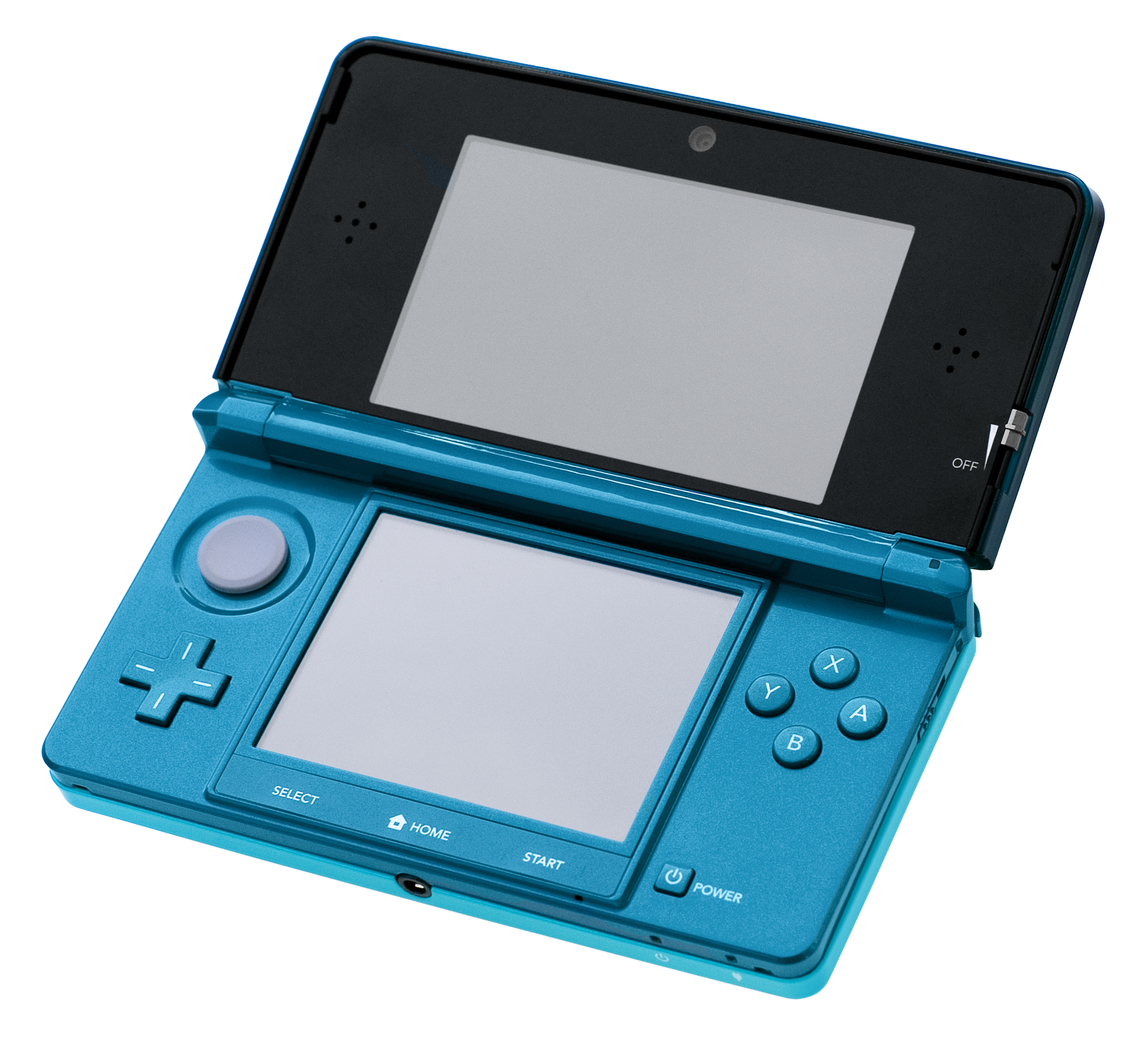
Zu Beginn der Arbeiten an Kid Icarus: Uprising standen noch keine Entwicklertools für den 3DS zur Verfügung. Die Konsole war noch in der Entwicklung, was zu Verzögerungen des Erstellungsprozesses von Uprising führte.

Noch bevor Project Sora gegründet worden war, begann Sakurai die Entwicklung mit einer kleinen Anzahl an Mitarbeitern. Sie arbeiteten in einem kleinen, im November 2008 gemieteten Gebäude in Tokyo. Da der 3DS damals noch in der Entwicklung war, konnte das Team noch keine Entwicklertools nutzen. Daher wurde das Spiel zu Beginn für den PC programmiert, auch auf der Wii-Konsole wurde es kurzzeitig entwickelt. Zu dieser Zeit verfasste er auch die Handlung des Spiels. Daraufhin heuerte er Illustratoren an, die Hintergründe und Charaktere entwarfen.
Das kleine Team entwarf prototypische Luft- und Bodenkampfvideos, die dem Zweck dienten, neuen Projektmitarbeitern den bisherigen Stand zu veranschaulichen. Bis das Spiel mit optimaler Leistung auf den 3DS übertragen wurde, verging einige Zeit, was zur langen Entwicklungsdauer des Spiels beitrug.
Offiziell begann die Produktion von Kid Icarus: Uprising erst im März 2009. Gegen August 2010 testete man eventuelle Mehrspielermodi und noch ein gutes Jahr später testete das Team einen möglichen Onlinemodus. Ab Mitte 2011 befassten sich die Entwickler hauptsächlich mit dem lokalen Mehrspielermodus. Dies war für Sakurai obligatorisch, um Erfahrung mit der Konsole zu gewinnen, um einen neuen Ableger der Super-Smash-Bros.-Reihe für sie entwickeln zu können.
Einige Ideen mussten aus Zeitgründen im Laufe der Entwicklung verworfen werden, darunter ein neuer Spielmodus und drei zusätzliche Kapitel. Während der Entwicklung versuchte man, die Steuerung zu erleichtern, indem die Kamera beispielsweise automatisch Gegner fixieren sollte. Auch dies wurde letztlich zu Gunsten der vollen Kontrolle über die Kamera verworfen. Da sich das 3DS-System noch in der Entwicklung befand, zogen Änderungen an der Hardware Anpassungsbedarf am Spiel mit sich. Dies verzögerte die Produktion weiter.
Ebenfalls aus Zeitmangel konnte keine weitergehende Unterstützung des Circle Pad Pro eingebaut werden, denn das Team erfuhr erst während der offiziellen Enthüllung von dieser Peripherie. Die Idee zum 3DS-Ständer schlug man Nintendo schon vor der eigentlich Entwicklung des Spiels vor. Nach mehreren Anfragen gestaltete Nintendo schließlich einen solchen Ständer.
Am 20. Januar 2012 teilte Sakurai per Twitter mit, dass das Spiel den Goldstatus erreicht habe. Dies markierte das Ende der Produktion, das Spiel ging nun in die Herstellung.

### Musik
Der Soundtrack von Kid Icarus: Uprising besteht aus 72 Stücken. Der Großteil der Musik ist von einem insgesamt 130-teiligen Orchester zuzüglich eines Chores aus elf Sängern eingespielt worden. Weitere Stücke sind elektronische Musik von einer Gruppe aus sieben Musikern. Auch finden sich Arrangements oder 1:1-Übernahmen der Musik aus dem ersten Kid Icarus. Diese basieren auf die von Hirokazu Tanaka komponierte Musik des Originals.
Die Musik wurde von sechs bekannten Videospielkomponisten erstellt, die alle an Super Smash Bros. Brawl mitgewirkt hatten. Es handelt sich um Motoi Sakuraba, Yūzō Koshiro, Masafumi Takada, Noriyuki Iwadare, Yasunori Mitsuda und Takahiro Nishi. Für die Orchestrierung der Musik zeichneten Natsumi Kameoka sowie Mitsuda verantwortlich. Frühe Musikvorschläge seitens der Komponisten wurden abgelehnt.

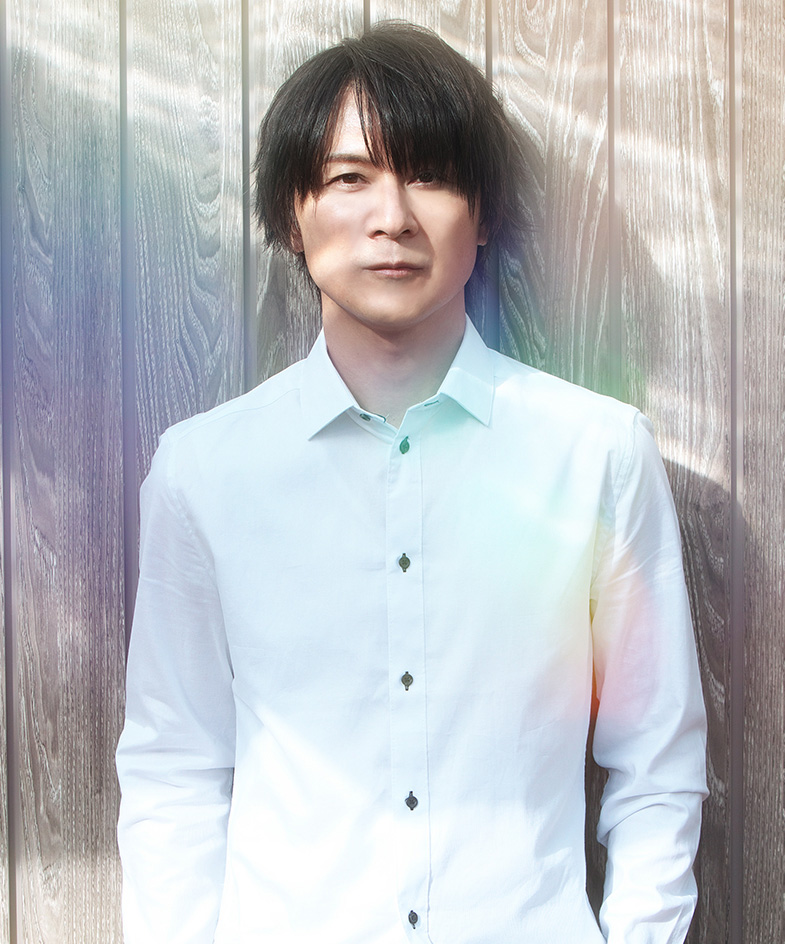
Yasunori Mitsuda war für Boss Battle und weitere Stücke sowie die Orchestrierung des Spiels zuständig.
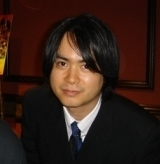
Yūzō Koshiro
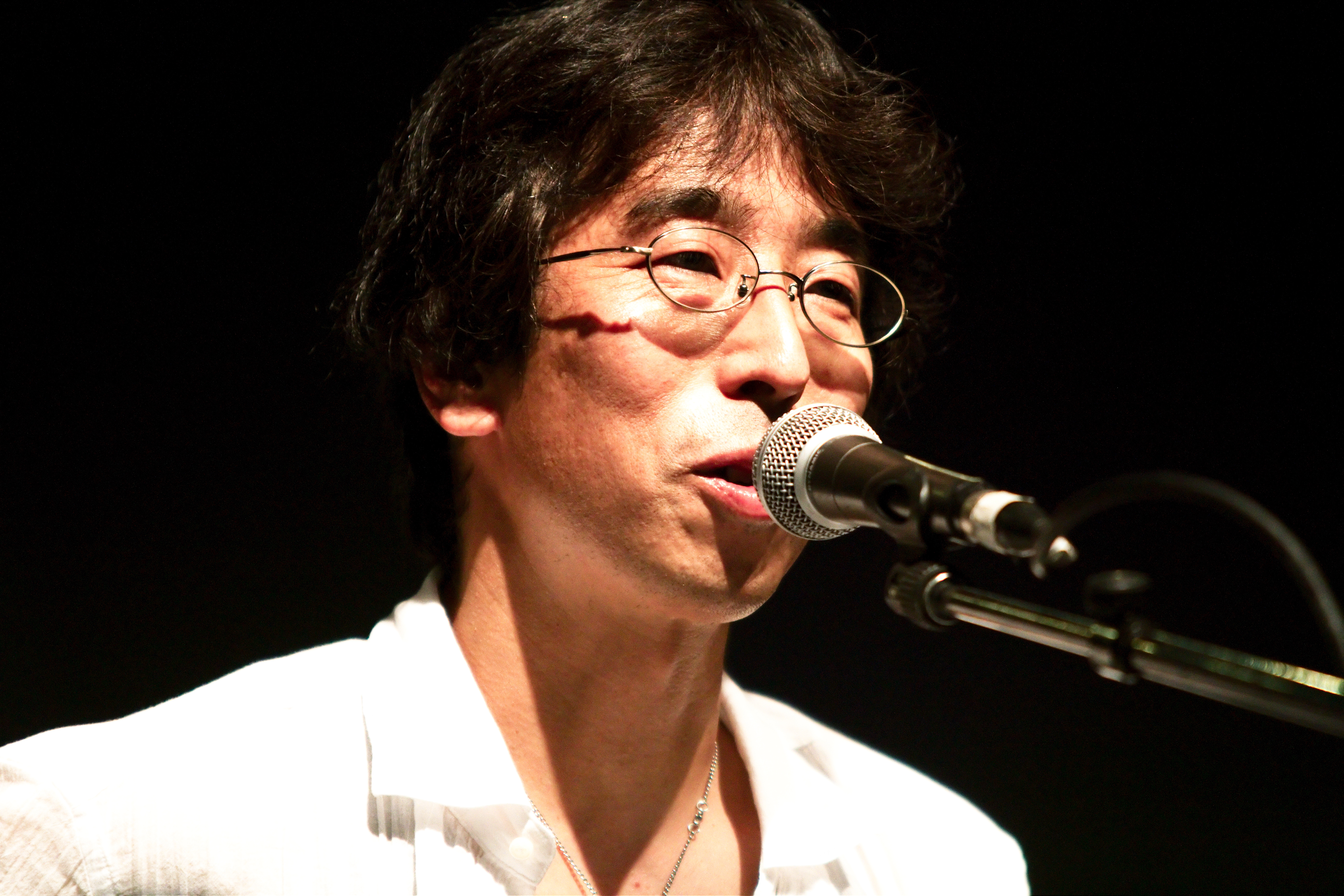
Noriyuki Iwadare

Japanische Mitglieder des Club Nintendo konnten eine Soundtrack-CD zum Spiel erwerben. Die CD enthält eine Auswahl von 25 Musikstücken aus dem Spiel mit einer Laufzeit von 72 Minuten. Sie erschien am 22. März 2012 unter dem Titel Shin Hikari Shinwa: Parutena no Kagami: Music Selection (新・光神話 パルテナの鏡 ミュージックセレクション). Am 21. August 2012 schließlich kam in Japan der vollständige Soundtrack unter dem Titel Shin Hikari Shinwa: Parutena no Kagami: Original Soundtrack (新・光神話 パルテナの鏡 オリジナル・サウンドトラック) heraus. Er beinhaltet 71 Stücke auf drei CDs mit einer Gesamtlaufzeit von gut dreieinhalb Stunden.

### Charaktere und Synchronsprecher
Die folgende Tabelle ist eine Übersicht über die Charaktere im Spiel sowie deren Synchronsprecher. Das Skript der japanischen Fassung stammt aus der Feder des Regisseurs Sakurai.

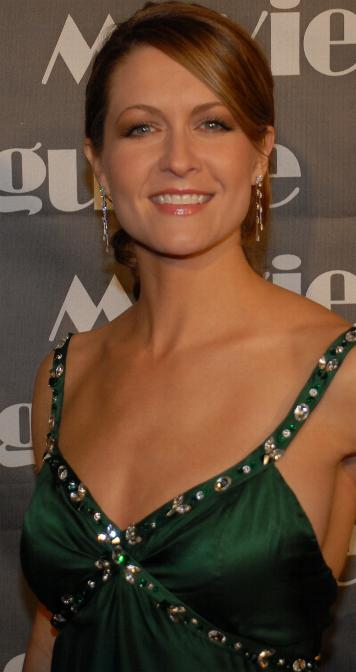
Ali Hillis lieh Palutena in der englischsprachigen Version ihre Stimme.

| Charakter     | japanischer Sprecher | englischer Sprecher | Rolle                                                                                |
| ------------- | -------------------- | ------------------- | ------------------------------------------------------------------------------------ |
| Pit           | Minami Takayama      | Antony Del Rio      | Engel, Anführer von Palutenas Leibwache, Protagonist des Spiels und Spielercharakter |
| Palutena      | Aya Hisakawa         | Ali Hillis          | Göttin des Lichts                                                                    |
| Finsterer Pit | Minami Takayama      | Antony Del Rio      | Kopie von Pit, die dessen finstere Seele widerspiegelt                               |
| Viridi        | Makiko Omoto         | Hynden Walch        | Göttin der Natur                                                                     |
| Magnus        | Kenji Nomura         | Fred Tatasciore     | Stärkster menschlicher Kämpfer                                                       |
| Gaol          | Junko Minagawa       | Kari Wahlgren       | Herr der Finsternis, Kommandant Medusas                                              |
| Hidra         | Masaya Takatsuka     | Danny Mann          | Dreiköpfige fliegende Schlange, Kommandant Medusas                                   |
| Thanatos      | Eiji Itō             | Danny Mann          | Gott des Todes und Stellvertreter Medusas                                            |
| Pandora       | Mariko Suzuki        | Nika Futterman      | Göttin des Elends, Kommandantin Medusas                                              |
| Alonso        | Yasuhiko Tokuyama    | Troy Baker          | Herrscher der Mondfestung, Diener Viridis                                            |
| Fosfora       | Yuka Komatsu         | Kari Wahlgren       | Anführerin von Viridis Truppen                                                       |
| Pyrion        | Tetsu Inada          | Troy Baker          | Selbsternannter Sonnengott                                                           |
| Poseidon      | Ryūzaburō Ōtomo      | Fred Tatasciore     | Gott der Meere                                                                       |
| Wagenlenker   | Hōchū Ōtsuka         | Alan Oppenheimer    | Besitzer des göttlichen Streitwagens                                                 |
| Dyntos        | Kōji Yada            | Alan Oppenheimer    | Göttlicher Handwerker und Schöpfer der drei heiligen Schätze                         |
| Medusa        | Naomi Shindō         | Cree Summer         | Göttin der Finsternis                                                                |
| Hades         | Hōchū Ōtsuka         | S. Scott Bullock    | Wahrer Herr der Unterwelt                                                            |

1. ↑  Im ersten Trailer synchronisiert von Troy Lund.

### Ankündigungen und Präsentationen

Ursprüngliches Logo von Kid Icarus: Uprising auf der E3 2011

Am 15. Juni 2010 kündigte Nintendo auf der E3-Spielemesse Kid Icarus: Uprising als erstes 3DS-Spiel an. Der gezeigte Trailer begann mit den von Pit gesprochenen Worten Sorry to keep you waiting! (Tut mir Leid, dass ihr warten musstet!), eine Anspielung auf die knapp 20-jährige Wartezeit auf ein neues Kid Icarus.
Anfang 2011 gab Nintendo-of-America-Präsident Reggie Fils-Aimé bekannt, dass Kid Icarus: Uprising nicht zum Marktstart des 3DS erscheinen werde, sondern „nach der E3“ Anfang Juni. Auf der E3 bestätigte er einen 3-gegen-3-Mehrspielermodus, AR-Unterstützung und versicherte, das Spiel werde noch 2011 veröffentlicht werden. Im September 2011 gab Iwata bekannt, das Spiel müsse wegen mehr benötigter Entwicklungszeit auf das erste Quartal 2012 verschoben werden. Im Dezember 2011 wurde der finale Termin bekannt gegeben – Kid Icarus: Uprising werde am 23. März 2012 erscheinen.
Ende Dezember 2011 stellte Nintendo während der Internetkonferenz Nintendo Direct den Onlinemodus des Spiels vor. Das Produkt befand sich damals in den letzten Testphasen.

## Vertrieb und Marketing

### Veröffentlichung
Am 22. März 2012 veröffentlichte Nintendo Kid Icarus: Uprising in Japan. Am folgenden Tag, Freitag, den 23. März, erschien es in Europa und Nordamerika, vertrieben von Nintendo of Europe beziehungsweise Nintendo of America. Der australische Kontinent erhielt das Spiel eine Woche später. Zum Lieferumfang des Spiels gehört neben dem Modul ein Plastikständer sowie ein aus sechs Karten bestehendes Starter-Pack für die AR-Sammelkarten (siehe Abschnitt Sammelkarten).
In Nordamerika erhielten Vorbesteller des Spiels als Bonus einen Downloadcode zu 3D Classics: Kid Icarus für den 3DS.

### Kurzfilme
Zur Vermarktung von Kid Icarus: Uprising beauftragte Nintendo drei bekannte japanische Studios, je einen kurzen Anime mit 3D-Grafik zum Spiel zu erstellen. Die Kurzfilme wurden über die Nintendo-Video-Applikation des 3DS veröffentlicht. Es handelt sich um die folgenden drei:
- Thanatos’ Aufstieg (jap.: 空飛ぶ木馬 Soratobu Mokuba; eng.: Thanatos Rising) von Production I.G: Der dreiteilige Anime handelt von Pits Kampf gegen Thanatos.
- Medusas Rache (jap.: メデューサの逆襲 Medyūsa no Gyakushū; eng.: Medusa’s Revenge) von Studio 4°C erzählt Medusas Aktionen vor der Handlung des Spiels.
- Palutenas Abendessen schlägt zurück (jap.: おいかけて/おいかけられて Oikakete / Oikakerarete; eng.: Palutena’s Revolting Dinner) von Shaft: zweiteilige Animation in einem fröhlichen Stil; Hauptcharakter ist Palutena, die aus Versehen Gemüse Leben einhaucht.

### Sammelkarten
Zu Kid Icarus: Uprising gibt es mehrere hundert verschiedene Augmented-Reality-Sammelkarten (AR-Karten). Die Karten können im Spiel mit den Außenkameras des 3DS erfasst werden. Die abgebildeten Figuren, Waffen oder Umgebungen werden im Spiel als Trophäe freigeschaltet. Zwei Karten können in einem speziellen Spielmodus gegeneinander kämpfen. Auf den Bildschirmen werden entsprechende Animationen angezeigt. Der Kampf wird durch feste Werte wie Kraftpunkte, Schnelligkeit oder Energie festgelegt.
Die Karten werden auf verschiedene Wege verteilt, beispielsweise via Club Nintendo. Nintendo of Europe ging eine Zusammenarbeit mit dem italienischen Verlagsunternehmen Panini ein, durch die weitere Sammelkarten-Päckchen sowie auch ein Sammelalbum veröffentlicht werden sollen.

### Verkaufszahlen
In seiner ersten Woche in Japan wurde Kid Icarus: Uprising laut dem Marktforschungsunternehmen Media Create über 130.000 Mal verkauft. Damit führte es die Charts an. Bis Anfang Mai stiegen die Verkaufszahlen für Japan auf 260.000. Auch in den USA war der Marktstart des Spiels erfolgreich. Nintendo sprach von etwa 135.000 Verkäufen in der ersten Woche. Im April dominierte das Spiel die Handheld-Charts in Nordamerika mit 83.000 verkauften Exemplaren. In Deutschland startete das Spiel auf dem vierten Platz der wöchentlichen Charts.
Mit Stand Dezember 2012 hat sich Kid Icarus: Uprising laut Schätzungen von VGChartz 0,90 Millionen Mal weltweit verkauft. 310.000 Einheiten davon seien in Nordamerika verkauft worden, 210.000 in Europa und in Japan sollen 320.000 Exemplare über die Ladentheken gewandert sein.
Wie Nintendo bekanntgab, wurden bis zum 31. März 2013 1,18 Millionen Exemplare des Spiels weltweit ausgeliefert.

## Rezeption

### Rezensionen
Der Richard George, Redakteur des Onlineportals IGN, hält Kid Icarus: Uprising für ein „großartiges Abenteuer“. „Obwohl nicht ohne einige erhebliche Mängel“, beweise es, dass der 3DS für eine portable Konsole sehr gute Spiele hat. Das Spielprinzip eigne sich besonders gut als Zeitvertreib zwischendurch. Anspielungen auf andere Computerspiele in den Dialogen und auch die vierte Wand durchdringende Scherze seien die wohl besten Momente des Spiels. Dennoch empfand George die ständigen Dialoge während des eigentlichen Spiels als teils störend. Aus technischer Sicht beurteilte der Rezensent die Charaktermodelle im Spiel als weniger beeindruckend als in anderen 3DS-Spielen. Die Levelgestaltung, die ein „Gefühl atemberaubender Geschwindigkeit“ bereite, gehöre aber von ihrer Kreativität her von dem besten, was auf dem 3DS angeboten werde.

“Kid Icarus Uprising is a fantastic game full of superb action, stunning graphics and art design, incredible music (truly some of Nintendo's best), humorous dialogue and solid gameplay. Despite that, it suffers from an equal number of problems, including some very frustrating and awkward controls, a fairly repetitive level structure, characters that talk too much and action that sometimes overwhelms the 3DS's relatively small screen.”

„Kid Icarus: Uprising ist ein fantastisches Spiel voller hervorragender Action, atemberaubenden Grafiken und künstlerischen Design, unglaublicher Musik (wahrlich mitunter Nintendos bester [Musik]), lustigem Dialog und solider Spielmechanik. Abgesehen davon leidet es an einer gleichen Anzahl an Problemen, einschließlich sehr frustrierender und umständlicher Steuerung, einer ziemlich wiederholenden Levelstruktur, Figuren, die zu viel reden, und Aktion, die mitunter den recht kleinen Bildschirm des 3DS überfordert.“

Die Videospielzeitschrift Game Informer betonte in ihrem Spieltest, dass Kid Icarus: Uprising ein sehr gutes Spiel mit vielen motivierenden Ideen sei. Redakteur Jeff Cork äußerte als größten Kritikpunkt die unkomfortable Steuerung, die ihn zunächst vom Genuss des Spiels abhielt. Der beigelegte Ständer löse dieses Problem zum Großteil und ermögliche ein angenehmes Spiel. Dafür werde so aber die Portabilität eingeschränkt. Die Steuerungsmängel seien der größte Schwierigkeitsfaktor des Spiels und behinderten, so Cork, das ansonsten sehr gute Spiel.
Die britische Computerspielzeitschrift Edge bezeichnet Uprising als „großzügige“ Produktion mit einer an God of War erinnernden Handlung und „Grafiken, die Nintendo in einen Disney-Modus suggerieren“. Gut modellierte Charaktere und Landschaften sowie ein „unaufhaltsamer Soundtrack“ ließen das Spiel auch im direkten Vergleich mit viel leistungsfähigeren Plattformen schön aussehen. Dass dies ohne Probleme auf dem 3DS möglich ist, sei erstaunlich. Dass das Spielkonzept von Masahiro Sakurai stammt, mache sich in Spieltiefe und -Zugänglichkeit bemerkbar. Durch die zahlreichen sammelbaren Waffen wirke das Spiel wie ein Hybrid aus Star Fox, Zelda und Pokémon. Kritisiert wird hingegen die komplizierte Steuerung.
JC Fletcher von der Website Joystiq hält Uprising für ein exzellentes Spiel. Die hardwarebedingte umständliche Handhabung stehe dem Erlebnis aber im Wege.
Die deutsche Zeitschrift N-Zone kritisierte den schwierigen Einstieg in das Spiel. So werde der Spieler in den ersten Spielstunden durch die „wirre Steuerung und [das] ungewohnte Gameplay“ verwirrt. Die Steuerung sei mit dem Plastikständer am komfortabelsten. Dennoch kommt Redakteur Christoph Kraus zu dem Schluss: „Kid Icarus: Uprising sieht fantastisch aus, ist in puncto Menüführung durchaus ansprechend inszeniert, bietet kompromisslos gute Action, macht auch mit fünf Mitspielern eine Menge Spaß und erinnert bisweilen an die Genre-Könige Lylat Wars und Sin & Punishment.“

### Interpretation
IGN interpretierte die Handlung des Spiels als unbeschwert, trotzdem umfasse sie endzeitliche Szenarien. Dies halte die Charaktere nicht davon ab, witzelnd zu plaudern. Joystiq hält Kid Icarus: Uprising nicht nur für die Wiedergeburt eines alten Franchise an, sondern gleich für die Geburt einer komplett neuen Spielereihe, die einzigartig in Nintendos Repertoire sei. Der Rezensent erkannte im Spiel viele für Sakurai typische Elemente wieder, darunter die vielfältigen Einstellungsmöglichkeiten, die Menügestaltung und die große Anzahl freischaltbarer Extras.
Eurogamer äußerte: „Auch mit Kid Icarus: Uprising sehen wir, wie ein Entwickler sich damit belastet, die Definition eines Nintendo-Spieles zu erweitern“ (Originalzitat: „So too with Kid Icarus: Uprising we see a designer straining to broaden the definition of a Nintendo game.“). Die Publikation bezieht sich dabei auf Sakurais Karriere, die von innovativen und riskanten Projekten zeugt. Ein Markenzeichen des Regisseurs sei es, ein gutes Kernkonzept mit zahlreichen weiteren Systemen zu umgeben. Dies zeige sich auch in Uprising, das so von nicht nur ein gutes, sondern ein großartiges Spiel werde.

### Wertungsspiegel
Kid Icarus: Uprising wurde allgemein positiv bewertet, vereinzelt erhielt es auch gemischte Kritiken. Bei der Website Metacritic hält es einen Metascore, d. h. weltweiten Wertungsdurchschnitt, von 83 %, ausgerechnet aus 75 Kritiken. Eine andere Website für durchschnittliche Wertungen, GameRankings, hat für das Spiel einen Durchschnitt von 84,57 % aus 53 Wertungen errechnet.
| Zeitschrift/Website        | Wertung | Datum          | Bemerkung                                               |
| -------------------------- | ------- | -------------- | ------------------------------------------------------- |
| Computer Bild Spiele       | 1,48    | 11. April 2012 | Dezimalzahlen zwischen 1 und 6 als Wertung              |
| Destructoid                | 5/10    | 19. März 2012  |                                                         |
| Edge                       | 80 %    | 23. März 2012  |                                                         |
| Eurogamer                  | 90 %    | 19. März 2012  |                                                         |
| Famitsu                    | 40/40   | 13. März 2012  | Einzelwertungen von vier Redakteuren; hier: 10/10/10/10 |
| Game Informer              | 70 %    | 19. März 2012  |                                                         |
| GameSpot                   | 8/10    | 23. März 2012  |                                                         |
| GameShark                  | 42 %    | 21. März 2012  | Negativste von Metacritic erfasste Kritik.              |
| IGN                        | 85 %    | 23. März 2012  |                                                         |
| Joystiq                    | 90 %    | 23. März 2012  |                                                         |
| Nintendo-Online            | 9/10    | 22. März 2012  |                                                         |
| Nintendo Power             | 95 %    | 28. März 2012  |                                                         |
| N-Zone                     | 83 %    | 21. März 2012  |                                                         |
| Official Nintendo Magazine | 91 %    | 19. März 2012  |                                                         |
| The Escapist               | 80 %    | 12. April 2012 |                                                         |

### Auszeichnungen
IGN platzierte Kid Icarus: Uprising Mitte 2012 als neuntbestes 3DS-Spiel. Es sei das Spiel mit dem wohl größten Wiederspielwert auf der Konsole. Bei den Spiel-des-Jahres-Auszeichnungen von IGN für 2012 war das Spiel nominiert für die beste 3DS-Grafik sowie das beste Mehrspielerspiel auf der Konsole.

### Im Kontext desKid-Icarus-Franchise
Kid Icarus: Uprising ist der dritte Teil der seit 1986 bestehenden Kid-Icarus-Reihe. Der zweite Teil, Kid Icarus: Von Mythen und Monstern, war 1991 für den Game Boy erschienen. Vom Spielprinzip her hat Kid Icarus: Uprising kaum etwas mit den vorherigen Ablegern gemeinsam. Diese weisen ein 2D-Spielprinzip auf und bieten eine Mischung aus Jump-’n’-Run-, Action-Adventure und Shoot-’em-up-Elementen. Kid Icarus: Uprising hingegen ist ein 3D-Shooter. Der Übergang der Kid-Icarus-Reihe in die dritte Dimension wurde von der Fachpresse daher als große Abweichung vom bekannten Spielkonzept wahrgenommen.
Dennoch behält Kid Icarus: Uprising einige Elemente der vorherigen Spiele bei. Ein Beispiel ist die Stimmung der alten Spiele. So hielt Sakurai den ersten Ablegers Kid Icarus verglichen mit ernsteren Spielen der damaligen Zeit für albern oder unbeschwert. Das Spiel ist nämlich in der griechischen Mythologie angesiedelt, beinhaltet aber Objekte wie Kreditkarten, die nicht in ein solches Universum gehören. Weil Sakurai diese Stimmung für Zentral innerhalb der Reihe hielt, wollte er auch die Stimmung des neuen Ablegers nicht zu ernst wirken lassen.
Einige Spielelemente von Kid Icarus: Uprising stammen trotzdem aus den Vorgängern. Zu nennen ist beispielsweise die Gegnerspezies Auberginagier oder Anspielungen auf die Nintendo-Reihe Metroid. Der letzte Level des ersten Teiles ist anders als das übrige Spiel im Stile eines Rail Shooters gehalten und weist somit durchaus Ähnlichkeiten zum 3DS-Ableger auf. Daneben beinhaltet das Spiel zahlreiche Anspielungen auf das Original: 8-Bit-Bilder der Bossgegner werden gezeigt, einige Toneffekte wurden übernommen und auch die Handlung beinhaltet Anspielungen auf den großen zeitlichen Abstand zwischen den Spielen.
Sakurai hält Uprising trotz der vielen Reverenzen zu Kid Icarus für ein völlig eigenständiges Spiel. Nach dem Erscheinen des Spiels gab er bekannt, keinen Nachfolger von Kid Icarus: Uprising zu planen. Er hoffe aber, dass ein anderer Entwickler einen weiteren Teil der Reihe entwickeln könnte.